# Sidi Ali Boussidi
Sidi Ali Boussidi là một đô thị thuộc tỉnh Sidi Bel Abbès, Algérie. Dân số thời điểm năm 2002 là 8.373 người.